# حیاط خلوت

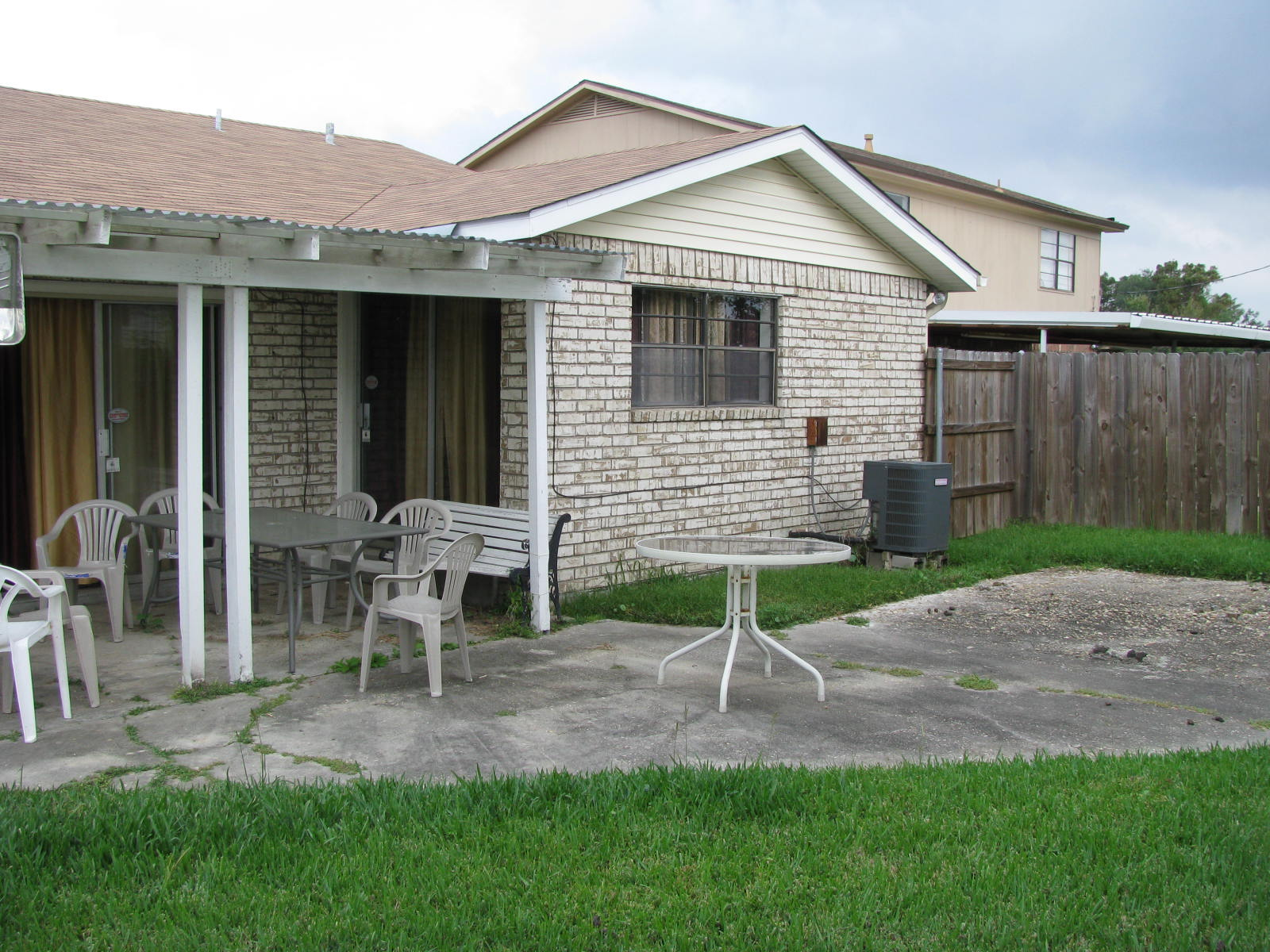
هاروی (لوئیزیانا)

معمولاً به بخشی از فضاهای آزاد خانه محوطه گفته می‌شود، که فضای آزادی در پشت ساختمان بوده که به عنوان محلی برای نورگیر یا کاشت گیاهان و نگهداری برخی تأسیسات در آن در نظر گرفته می‌شود.